# 그랑테타블리스망
프랑스에서, 그랑테타블리스망(grand établissement)은 몇몇 국립 고등교육기관 및 연구기관의 법적 지위로서 법인으로 기능하며 교육, 학문, 행정, 재정에 있어서의 자치권을 지닌다.
그랑테타블리스망은 학문·문화 및 직업적 성격의 공공기관(EPSCP)의 한 종류이다. 그랑테타블리스망으로서의 인정 조건은 교육법에 규정되어 있다.

## 역사
1984년 고등교육에 관한 법령(통칭 "사바리 법")은 여러 학문·문화 및 직업적 성격의 공공기관에 속한 여러 종류의 고등교육기관을 만들었는데, 그 중 하나가 바로 그랑테타블리스망이다.

## 같이 보기
- 그랑제콜